# ブランタス川
ブランタス川（英: Brantas River）はインドネシア東ジャワ州の河川。カリブランタス川と表記する文献もある。

## 概要
長さは320キロメートルであり東ジャワ州最長。流域面積は1万2000平方キロメートル。クルド山を取り囲むように流れており、マラン、トルンガグン、クディリ、クルトソノ、プロッソ、モジョケルトを経てスラバヤへと流れる。モジョケルトの東にはレンコンダム（ニューレンコンダム）があり、ダムから先はスラバヤ川、ポロン川に分かれてマドラ海峡へと注いでいる。クディリからモジョケルトの間には蛇行する旧河道の痕跡があり、ウィダス川まで続いている。また、主な支流にはレスチ川、プチ川、バダック川、ヌゴボー川、コント川があり、レスチ川はスメル山、それ以外はクルド山から流れている。流域にはクルド山とスメル山など火山が点在する。上流域の火山山麓を流れる支流の中には、乾季に流水が途絶えるものもある。
上流には多目的ダム群が建設されており、ロドヨダム、ウリンギダム、スタミダム、スングルダムなどがある。東ジャワにおける水資源として、灌漑、水道水、工業用水、水力発電などに利用されている。周辺では稲作を中心に農業が営まれており、穀倉地帯となっている。ブランタス川流域での水田開発には長い歴史があり、12世紀には既にブランタス川水系や地下水を利用した灌漑農業が行われていた。トルンガグン地域は元々は沼沢地だったが、1970年代に排水事業が行われて水田として利用されるようになった。一方、畑地の開発は20世紀に急速に進められており、耕地造成から土壌侵食が進む火山地域もある。

## 流域の地形
上流域には火山があり、アルジュノ山、アンジャスモノ山、カウィ山のように浸食期に入って開析が進んでいるものと、クルド山やスメル山のような活火山がある。また、火山にある谷は溶岩流とラハールで埋められ、山麓には3段の段丘が形成されており、狭い谷底平野では棚田を利用した稲作が行われている。平野部では熱帯カルスト地形の見られる石灰岩台地から沖積平野へと流れる。クィデリからモジョケルトまでの間ではよく発達した自然堤防が見られ、ブランタス川の中下流は1970年までは天井川だった。明確な扇状地はなく、モジョケルトより海側のデルタでは低い自然堤防、後背湿地、ラグーンなどが見られる。

## 事業
1985年のブランタス川流域での排水トンネル事業以来日本はブランタス川流域での水資源管理計画を支援しており、ブランタス川は日本の国際協力における河川事業の代表例とされている。当時、排水トンネルの工事などを担当した企業は日本工営。ブランタス川流域では日本円換算で2000億円を超える事業が行われ、その内約750億円は借款などによる日本からの資金提供だった。これにより洪水の被害軽減、240メガワット分の水力発電、灌漑施設の整備による米の単位収量増加とそれによる食料自給率の改善などの成果が得られた。